# تيم كيستر
تيم كيستر (بالألمانية: Tim Kister)‏ (30 ديسمبر 1986 بفرانكفورت في ألمانيا - ) هو لاعب كرة قدم ألماني في مركز الدفاع. لعب مع دينامو دريسدن وروت-فايس فرانكفورت ونادي آلن ونادي ساندهاوزن وSpvgg 05 Oberrad ‏.

## روابط خارجية
- تيم كيستر على موقع قاعدة بيانات كرة القدم.إي يو (الإنجليزية)
- تيم كيستر على موقع بيانات كرة القدم. دي إي (الألمانية)
- تيم كيستر على موقع Soccerway.com (الإنجليزية)
- تيم كيستر على موقع عالم كرة القدم.نت (الإنجليزية)